# Thrysocanthus stellulatus
Thrysocanthus stellulatus är en tvåvingeart som först beskrevs av Friedrich Hermann Loew 1854.  Thrysocanthus stellulatus ingår i släktet Thrysocanthus och familjen fjärilsmyggor. Inga underarter finns listade i Catalogue of Life.